# Salix turczaninowii
Salix turczaninowii — вид квіткових рослин із родини вербових (Salicaceae).

## Морфологічна характеристика
Це повзучий кущ. Гілки коричнево-жовті. Листкова ніжка 5–7 мм; листкова пластинка еліптична, зворотно-яйцювато-еліптична чи яйцювато-еліптична, 15–25 × 7–10 мм, гола, край зубчастий, верхівка гостра або тупа. Сережки кінцеві, 10–20 × 3–7 мм, з нещільними квітками. Чоловіча квітка: тичинок 2. Жіноча сережка до 5 см. Жіноча квітка: зав'язь яйцювато-конічна, гола. 2n = 22.

## Середовище проживання
Китай [Сіньцзян], Казахстан, Монголія, Південний Сибір. Населяє альпійську тундру; на висотах вище 2600 метрів.